# Federazione cestistica del Vietnam
La Federazione cestistica del Vietnam è l'ente che controlla e organizza la pallacanestro in Vietnam.
La federazione controlla inoltre la nazionale di pallacanestro del Vietnam e ha sede a Hanoi.
È affiliata alla FIBA dal 1952 e organizza il campionato di pallacanestro del Vietnam.